# Um Milhão de Anos
Um Milhão de Anos é uma canção da cantor brasileiro Theo Rubia, com composição do próprio. Foi lançada como single nas plataformas digitais em 28 de julho de 2020.

## Repercussão
A canção é um dos grande sucesso do cantor Theo Rubia, no Spotify a canção conta com mais 10 milhões de streams, em sua versão solo, e a versão com a AC Music conta com quase 5 milhões.
A canção recebeu o Disco de Ouro pela Pro-Música Brasil.

## Videoclipe
"UM Milhão de Anos" recebeu um clipe ao vivo no dia 28 de julho de 2020, o clipe conta com quase 5 milhões visualizações na versão solo e mais de 7 milhões na versão com AC Music no YouTube.

## Lista de faixas
| Streaming e download digital |                     |                |         |  |
| N.º                          | Título              | Compositor(es) | Duração |  |
| 1.                           | "Um Milhão de Anos" | Theo Rubia     | 9:49    |  |

### Versão com Casa Worship
| Streaming e download digital |                                    |                |         |  |
| N.º                          | Título                             | Compositor(es) | Duração |  |
| 1.                           | "Un Milhão de Anos (Com AC Music)" | Theo Rubia     | 7:16    |  |

## Certificações
| Ano  | Obra              | Certificação |
| ---- | ----------------- | ------------ |
| 2024 | Um Milhão de Anos | Ouro         |